# Sto godina srbijanskoga terora u Hrvatskoj (1918. – 2018.)
Sto godina srbijanskoga terora u Hrvatskoj (1918. – 2018.), dugometražni dokumentarni film Jakova Sedlara.
Za scenarij je uzeto prvo poglavlje istoimene knjige autora Nenada Piskača. Od 3. siječnja 2000. pa 18 godina poslije, zbog netočna pisanja medija, neispravna sadržaja obrazovnoga sustava i prema ponašanju hrvatskih političara i stranaka, izgleda kao da ne postoji kontinuirani srbijanski teror, što ne odgovara istini. Autor knjige je knjigom želio sam osvijestiti najširoj čitateljskoj publici da srbijanski teror nad hrvatskim narodom, državom i društvom postoji, te da možemo pratiti njegov kontinuitet od okupacije Hrvatske, Bosne i Hercegovine i Vojvodine izvršene 1. prosinca 1918. pa sve do naših dana. Srbijanski se teror od početka provodio fizički, psihički, pravosudno, obrazovno, medijski, propagandom i totalitarnim sredstvima (masovnim likvidacijama, atentatima, logorima, etničkim čišćenjima s elementima genocida). Vrhunci toga terora događali su se u onim povijesnim trenutcima kad je Hrvatska bila blizu bilo kakve državnosti i samostalnosti, dakle, po uspostavi Banovine, Nezavisne i Republike Hrvatske. Time je potvrđena velikosrbijanska teza: Nikakva Hrvatska, Hrvati su Srbi katoličke vjere, govorimo istim jezikom, itd., a tko na to ne pristane „možete ga ubiti kao kera kod tarabe“, kako je to u Baranji na početku agresije izjavio jedan srbijanski zastupnik. Autor je na novinarsko-publicistički način donosi stogodišnji presjek srbijanskoga terora, što je preneseno u dokumentarni film.
U filmu prikazuje nekoliko povijesnih cjelina, počevši od srbijanske okupacije 1918. do uspostave Nezavisne Države Hrvatske. Nastavlja se razdobljem ustanka protiv NDH, te razdobljem komunističke Jugoslavije. Posljednja dva povijesna razdoblja odnose se na srbijanski ustanak protiv Republike Hrvatske u Tuđmanovom desetljeću (1991. – 2000.) i na razdoblje od 2000. – 2018. godine.

## Vanjske poveznice
- Braniteljski portal Mladen Pavković: FILM “Sto godina srbijanskog terora u Hrvatskoj 1918-2018” NISU NI POGLEDALI, A VEĆ NAPADAJU!